# Tamaguert
Tamaguert (franska: Tamaguert (CR), Tamaguert (Commune Rurale), arabiska: سيدي عبد الله غيات) är en kommun i Marocko.   Den ligger i provinsen Al Haouz och regionen Marrakech-Safi, i den centrala delen av landet, 280 km söder om huvudstaden Rabat. Antalet invånare är 10 325.